# The Royal
Ne doit pas être confondu avec The Royals.
 (août 2016).
Si vous disposez d'ouvrages ou d'articles de référence ou si vous connaissez des sites web de qualité traitant du thème abordé ici, merci de compléter l'article en donnant les références utiles à sa vérifiabilité et en les liant à la section « Notes et références ».
 (janvier 2022).
Le contenu est difficilement compréhensible vu les erreurs de traduction, qui sont peut-être dues à l'utilisation d'un logiciel de traduction automatique.
 (janvier 2022).
The Royal est une série médicale historique britannique produite par le réseau de télévision ITV. Cette série est un spin-off de la série dramatique policière britannique Heartbeat, également produite par ITV. La série se compose de huit saisons, totalisant 87 épisodes de 45 minutes en moyenne. Elle a été diffusée sur la chaîne ITV1 de 2003 à 2011, et a fait l'objet de rediffusions sur la chaîne ITV3.
La série se déroule dans les années 1960. L'intrigue se concentre sur le St Aidan Royal Free Hospital, un hôpital fictif du NHS situé dans la ville rurale balnéaire de Elsinby.

## Vue d'ensemble
The Royal est apparu dans le 14ème épisode de la 12ème saison de la série policière britannique Heartbeat, intitulé Out Of The Blue : l'hôpital sert de cadre pour les personnages de Heartbeat.
Initialement conçu comme un dérivé, The Royal a incorporé plusieurs personnages de Heartbeat dans ses épisodes, intégrant leurs histoires dans des intrigues principales ou secondaires. Parmi les apparitions les plus notables, figuraient celles de Claude Greengrass (Bill Maynard), PC Alfred « Alf » Ventress (William Simons) et PC Philip « Phil » Montgomery Bellamy (Mark Jordon). À la conclusion de la troisième saison, les liens avec Heartbeat ont été progressivement abandonnés. The Royal est devenu une entité distincte à partir de la quatrième saison. Le générique principal était accompagné de la chanson Somebody Help Me, interprétée par le Spencer Davis Group.
Chaque épisode de The Royal est généralement centré sur des urgences médicales ou des cas médicaux graves, souvent accompagnés de dilemmes moraux.
La série tend à éviter les sujets politiques dans l'ensemble. Elle a brièvement abordé la guerre du Viet Nam dans un épisode spécifique. Ses thèmes principaux explorent les conflits entre progressistes et conservateurs, les défis éthiques et sociaux auxquels est confronté le personnel de l'hôpital, et reflète l'environnement et les enjeux sociaux des années 1960, avec un certain nombre d'anachronismes.

### Le tournage
Le tournage des scènes d'intérieur de Saint Aiden a eu lieu entre les Leeds Studios et l'Hôpital St Luke de Bradford ; ce dernier n'avait pas été rénové depuis de nombreuses années et avait conservé l'apparence extérieure d'un hôpital des années 1960.
La plupart des scènes extérieures ont été tournées sur l'esplanade Red Court sur Holbeck Road, South Cliff, Scarborough, ainsi que la tour de l'horloge de Holbeck,. Le reste des scènes à l'extérieur de l'hôpital a été filmé dans la région du North Riding of Yorkshire, notamment à Whitby et Scarborough.

## Casting
| Nom du personnage  | Interprété par    | Métier du personnage           | Année     | Année     | Année     | Année     | Année              | Année              | Année              | Année              |
| Nom du personnage  | Interprété par    | Métier du personnage           | '03       | '04       | '05       | '06       | '07                | '08                | '09                | '11                |
| ------------------ | ----------------- | ------------------------------ | --------- | --------- | --------- | --------- | ------------------ | ------------------ | ------------------ | ------------------ |
| Dr Gordon Ormerod  | Robert Daws       | Docteur                        | Principal | Principal | Principal | Principal | Principal          | Principal          | Principal          | Principal          |
| Dr Jill Weatherill | Amy Robbins       | Docteur                        | Principal | Principal | Principal | Principal | Principal          | Principal          | Principal          | Principal          |
| Dr David Cheriton  | Julian Ovenden    | Docteur                        | Principal |           |           |           |                    |                    |                    |                    |
| Dr Lucy Klein      | Polly Maberly     | Consultant psychologue         | Principal | Principal |           |           |                    |                    |                    |                    |
| Dr Jeff Goodwin    | Paul Fox          | Docteur                        | Principal | Principal | Principal | Principal | Principal          |                    |                    |                    |
| Dr Joan Makori     | Kananu Kirimi     | Docteur                        | Principal | Principal |           |           |                    |                    |                    |                    |
| Dr Mike Banner     | Sam Callis        | Docteur                        | Principal |           |           |           |                    |                    |                    |                    |
| Dr Nick Burnett    | Damian O'Hare     | Docteur                        | Principal | Principal |           |           |                    |                    |                    |                    |
| Meryl Taylor       | Zoie Kennedy      | Infirmière                     | Principal | Principal | Principal | Principal |                    |                    |                    |                    |
| Samantha Beaumont  | Anna Madeley      | Étudiante infirmière           | Principal | Principal | Principal |           |                    |                    |                    |                    |
| T.J. Middleditch   | Ian Carmichael    | Président du Middleditch Trust | Principal | Principal | Principal | Principal | Special Guest Star | Special Guest Star | Special Guest Star | Special Guest Star |
| Sister Brigid      | Linda Armstrong   | Infirmière en Chef             | Principal | Principal | Principal | Principal | Principal          | Principal          | Principal          | Principal          |
| Mr. Rose           | Denis Lill        | Consultant, Chirurgien General | Principal | Principal | Principal | Principal | Principal          | Principal          | Principal          | Principal          |
| Ken Hopkirk        | Michael Starke    | Portier                        | Principal | Principal | Principal | Principal | Principal          | Principal          |                    |                    |
| Lizzie Hopkirk     | Michelle Hardwick | Réceptionniste                 | Principal | Principal | Principal | Principal | Principal          | Principal          | Principal          | Principal          |
| Alun Morris        | Andy Wear         | Portier, Technicien            | Principal | Principal | Principal | Principal | Principal          | Principal          | Principal          | Principal          |
| Matron             | Wendy Craig       | Surveillante générale          | Principal | Principal | Principal | Principal | Principal          | Principal          | Principal          | Principal          |
| Nigel Harper       | John Axon         | Administrateur                 | Principal | Principal | Principal |           |                    |                    |                    |                    |
| Frankie Robinson   | Scott Taylor      | Ambulancier                    | Principal | Principal | Principal | Principal | Principal          |                    |                    |                    |
| Stella Davenport   | Natalie Anderson  | Infirmière                     | Principal | Principal | Principal | Principal |                    |                    |                    |                    |
| Catherine Deane    | Amelia Curtis     | Infirmière                     | Principal | Principal |           |           |                    |                    |                    |                    |
| Marian McKaig      | Kari Corbett      | Infirmière                     | Principal | Principal | Principal |           |                    |                    |                    |                    |
| Adam Carnegie      | Robert Cavanah    | Secrétaire                     | Principal | Principal | Principal | Principal | Principal          |                    |                    |                    |
| Susie Dixon        | Sarah Beck Mather | Étudiante infirmière           | Principal | Principal | Principal | Principal |                    |                    |                    |                    |
| Bobby Sheridan     | Chris Coghill     | Ambulancier                    | Principal | Principal |           |           |                    |                    |                    |                    |
| Jack Bell          | Gareth Hale       | Portier                        | Principal | Principal | Principal |           |                    |                    |                    |                    |
| Jean McAteer       | Glynis Barber     | Secrétaire                     | Principal | Principal |           |           |                    |                    |                    |                    |
| Carol Selby        | Diana May         | Infirmière                     | Principal | Principal |           |           |                    |                    |                    |                    |
| Dr Ralph Ellis     | Neil McDermott    | Médecin suppléant              | Principal | Principal |           |           |                    |                    |                    |                    |
| Faye Clark         | Lauren Drummond   | Étudiante infirmière           | Principal |           |           |           |                    |                    |                    |                    |